# 罗比·福勒
羅拔·賓納·“羅比”·科拿（Robert Bernard "Robbie" Fowler，1975年4月9日—），出生於利物浦，英格蘭足球運動員。科拿主要司职前鋒，曾效力於英超球會利物浦、列斯聯、曼城等，現在是已退役，有時候會與另一名利物浦的傳奇射手伊恩·魯殊一起出席利物浦的慈善活動。
科拿於利物浦受訓，於1993年正式被提升至一隊，並於同年9月22日聯賽盃作客富咸的比賽首次正選上陣。2001年轉會至列斯聯、兩年後再轉到曼城，於2006年重返利物浦。科拿於2007年5月離開利物浦後曾效力卡迪夫城與布力般流浪，於2009年轉至澳洲為北昆士蘭狂怒披甲，一年後轉至珀斯光輝效力。
科拿兩次效力利物浦期間共取得183個入球、其中128個為聯賽入球；連同效力其他球會，科拿一共取得163個英超入球，躋身英超總入球數第四位。他亦曾為英格蘭上陣26場，共取得7球。最後一次為國家隊上陣乃2002年世界盃。

## 早年生活
科拿於1975年4月9日出生在利物浦的托斯特區，7歲時剛好遇上了托斯特騷動。從小作为一个愛華頓的忠實球迷，科拿原本應追隨父親或叔叔加入愛華頓。但科拿在11歲那年，被利物浦的球探J·艾斯比奧发掘之后，科拿便與利物浦簽訂學徒合約，從而在利物浦旗下展開了每周一次的訓練。兩年後，科拿就和球會簽署了青年軍合约。在1992年科拿17歲生日時，便已正式成為利物浦的職業球员。

## 足球生涯

### 利物浦
1993年1月13日利物浦在聯賽盃對保頓的比賽中，科拿首次被列入後備名單，但科拿最終都未有被派上陣。在隨後的夏季中，科拿在1993年夏天協助英格蘭U18贏得U18歐國盃冠軍。
同年9月22日，在對富咸的英格蘭聯賽杯第一圈比賽中，首次正選上陣並取得入球，協助利物浦3-1勝出。科拿並且在兩星期後的第二圈比賽中射入全部5個入球，成為利物浦球會史上，第四位在正式比賽中攻入5球的球员。
科拿的首個聯賽帽子戲法出現在對修咸頓的比赛中，而這只不過是科拿所踢的第五場聯賽而已。在代表球會上陣的頭13場比赛射入了12球的科拿，在1993年11月首次代表英格蘭U21正選上陣，在對聖馬力諾的比賽中，科拿在開場僅三分鐘便為英格蘭打開紀錄。
科拿雖然不能夠完成自己季前訂下每場比賽入一球的目標，但仍能憑18個聯賽入球，在第一個球季就成為了利物浦的首席射手。
在1994-95球季，利物浦的所有57場比賽，科拿全都以正選身份上陣，其中包括了1995年英格蘭聯賽盃決賽，以及在對阿森纳的比賽中以4分33秒創下了當時英超用時最短的帽子戲法。這一紀錄直到被萨迪奥·马内打破。同時，科拿也連續兩年被選為PFA年度最佳青年球員，而只有傑斯和朗尼獲得過同樣榮譽。
在整個90年代中後期，科拿都被認為是英格蘭最具天份的射手，而科拿自己就在1994年到1997年間連續3個球季射入超過30球，來肯定這種榮譽。科拿最早的前鋒拍擋哥利摩亞，在他的自傳中更稱讚科拿是他合作過的最好球員；而事實上，在1995-96球季中，科拿與哥利摩亞這個前鋒組合，被認為是英格蘭最具攻擊性的組合。在同一個球季對紐卡素的比賽中，科拿梅開二度，並協助球隊以 4-3 擊敗對手，粉碎紐卡素聯賽奪標美夢，而這場賽事更被認為是英超有史以來最好的球賽。
1997年3月24日，利物浦VS阿森纳的比赛中，当比赛进行到63分钟时，福勒伺机而动，随即高速插上，追着滚来的足球，完全穿过了对手防线，直插对方禁区。这时禁区里只有守门员施文一个人。即使是技术平庸的前锋，也能将这个球捅入网底。面对冲上来想要“堵抢眼”的施文，科拿将球向左前方轻轻一拨，想趟过施文射空门，这样命中的把握更大些，同时也为了避免射门时与施文冲撞。说时迟、那时快，守门员施文简直疯了一般，在科拿出脚的瞬间，不顾一切扑出球门，他要用身体堵住势在必进的足球。施文十分清楚，这一扑有极大的危险，只扑住足球而不接触科拿身体的可能微乎其微，一旦扑到对方身上，自己必然受伤，还可能被罚十二碼。施文明知后果，却还是奋不顾身地扑了上去。就在科拿已经完成百分之九十的破门动作，只差最后一击时，施文已经闪电般扑到他的脚前。如果此时科拿出脚踢中了施文，责任都在施文，他没有犯规。就在这一刹那间，科拿猛地将脚收了回来。由于出脚太猛，又收得太疾，身体失去平衡摔倒在地。为了避免对手受伤，他放弃了一次成功的辉煌。
主裁判分明看见，福勒是被西曼扑倒的，出示红牌将西曼罚出场外，并罚点球。面对这种判罚，进攻球员都会感到庆幸。可福勒却向裁判再三解释，西曼并没有碰着他，他是自己倒下的，请求裁判收回处罚。裁判被福勒感动了，修改了成命，没将西曼罚出场外，但是要罚点球。
点球由福勒主罚。福勒也许是因为心存内疚，主罚时显得漫不经心，罚出的点球质量并不算高，被判断准确的希曼飞身扑出。但球却脱手弹到了福勒队友麦卡蒂尔脚下，麦卡蒂尔捡了个漏，一脚将球送进了网底。
全场观众对福勒高尚的体育风范报以热烈的掌声和欢呼，其中包括支持福勒对手的观众。国际足联秘书长看完了这场球赛，也抑制不住敬佩之情，写信给福勒：“——这是一种保持足球运动团结的举动。在这场如此重要的比赛中，你表现出来的风范，将成为所有运动员学习的榜样。”
希曼在赛后接受采访时说：“我知道我没有碰到他，福勒也知道，他和裁判说了但裁判说没有听到，但大家都看到他表示这不是点球。他选择说真话。有一个大好机会在他面前可以作弊但他选择了不欺骗。他已经表明他没有碰到我，他还能做什么？他希望裁判能改变判决，但裁判表示他没有听到。 ”
在1996年12月14日，對米德尔斯堡的比赛中，科拿個人射入四球，成為利物浦史上另一位100球射手。而科拿攻入100球所用的時間，比科拿的良師益友魯殊還要快。同年，科拿首次入選英格蘭，在3月27日對保加利亞的賽事中，首次後備入替，並於之後一場對克羅地亞的賽事中首次正選上陣。在1996年歐國盃中，科拿是英格蘭的其中一員，並曾經兩次上陣㄂
在1997年的一場歐冠盃賽事中，科拿因為入球後掀起球衣，並在背心上展示支持被解雇的利物浦碼頭工人字句，遭到罚款，但卻大大提高了科拿在默西賽德郡的知名度。在同年的比赛中，又因為主動承認沒有遭到阿仙奴球员施文的侵犯而向球證要求取消12碼︌受到國際足協主席的表揚，並獲得當年的歐洲足協公平競技獎。最後球證並沒改變初衷，科拿處理時隨便一射，被施文輕易撲出，但卻被麥卡迪亞補射入網。
科拿自90年代中就成為了利物浦核心主力，同時因為一些場外事件而被傳媒稱為「The Spice Boys（辣仔）」。這個稱號最先是因為有傳言指科拿與辣妹之一的艾瑪拍拖，而被每日郵報創造出來。而在隨後日子內這個稱呼具有諷刺意味，指科拿及其他隊友列納、哥利摩亞、大衛·占士和麥馬拿文是未能發揮出應有潛力的花花公子。加上利物浦久久未贏得錦標，造就了辣仔神話。
科拿在1998年因膝部韌帶受傷而缺席了半個球季、亦未能出席1998年世界盃，自始科拿就開始步入足球事業的低潮。與此同時，科拿的缺席亦造就了米高·奧雲的崛起，後者在1997年首次正選上陣。
在1999年，科拿在對愛華頓的比賽，因為以模仿吸食毒品的動作，來慶祝入球而被利物浦以破壞球賽形象，罰款60,000鎊並停賽4場；科拿自辯時稱，這是向侮辱他吸毒的愛華頓球迷抗議。在足總的紀律聆訊之中，科拿因為向車路士後衛拿索斯擺動臀部，以嘲笑其性取向傳言而再罰停賽多2場。科拿因而一共被足總罰款32,000鎊。

#### 三冠球季
2000-01 球季是科拿最成功的一個球季，科拿一共出席了三場決賽、射入了17球以及三次舉起獎盃，完成了盃賽三冠王。在整個球季之中，原隊長列納因傷缺陣而科拿任命為利物浦隊長。但是，科拿發現自己只是球隊的第三前鋒，米高·奧雲與希斯基的前鋒拍檔更為侯利亞所重用。
科拿於聯賽盃第四圈對的比賽中上陣，在該場比賽中科拿上演帽子戲法、協助球隊在該仗之中以 8-0 大勝，展開了利物浦躋身三個決賽的序幕。
2001年聯賽盃決賽是利物浦自1996年以後首場的盃賽決賽。在該場對伯明翰的決賽之中，科拿以隊長身份作賽。科拿在30分鐘為球隊打開紀錄，雖然在90分鐘被扳平，但利物浦以互射十二碼擊敗伯明翰捧盃。科拿同時獲得了Alan Hardaker最佳球員獎。
科拿在該個球季射入了幾個重要入球，包括於聯賽主場擊敗曼聯的比賽中的入球、以及足總盃準決賽射入的一球罰球。
足總盃決賽，科拿並沒有正選上陣。侯利亞在77分鐘仍然落後1-0時，以科拿入替史米沙，而其後奧雲連入兩球擊敗阿仙奴。頒獎後，科拿與列納和希比亞一同高舉足總盃。
科拿在4日之後的2001年歐協盃決賽－利物浦的第三場決賽－中仍然只以後備身份上陣。在該場對艾拉維斯的比賽中，科拿於65分鐘入替希斯基，此時雙方打成3-3平手。科拿在入場5分鐘後隨即為利物浦增添紀錄，但完場前再被艾拉維斯扳平。在116分鐘利物浦憑著一個烏龍黃金入球擊敗對手。科拿與希比亞一同舉起利物浦該季的第三項獎盃。
科拿在3日後該季最後一場比賽中梅開二度，協助球隊4-0擊敗查爾頓並獲得下季的歐洲聯賽冠軍盃資格。

#### 離開利物浦
2001-02 球季開始科拿就已經與領隊侯利亞出現矛盾。在季初2-1擊敗宿敵曼聯的社區盾賽事中，科拿就連後備席都沒有；但在之後3-2擊敗拜仁慕尼黑的歐洲超霸盃賽事就曾經上陣過。
2001年10月，科拿完成了三年以來首個聯賽帽子戲法，協助球隊4-1擊敗李斯特城；但卻在下一場比賽中不獲上陣。有關科拿在侯利亞任期內前途的猜測成為了利物浦球迷之間的熱門話題。
科拿在利物浦最後一次上陣是11月24日對新特蘭的聯賽之中，科拿在半場就被調離陣。

### 列斯聯
儘管科拿十分受利物浦球迷的歡迎，但由於科拿和領隊侯利亞以及助理教練菲臘·湯臣在球場內外的爭拗，促使科拿離開利物浦轉會至列斯聯。科拿堅稱是侯利亞迫使他離開利物浦，並且指控侯利亞施壓當地具影響力的報章利物浦回聲報（ Liverpool Echo）使輿論壓力在科拿身上。
科拿對李斯特城上演帽子戲法的剛好一個月後，便以1,100鎊轉會至列斯聯。科拿在列斯聯作客富咸的比賽中首次正選上陣，而這個球場亦是科拿首次正選代表利物浦上場的地方。在球季餘下的時間裡，科拿一共射入12球、協助列斯聯取得歐協盃參賽資格。科拿同時入選英格蘭出戰2002世界盃，但只以後備身份上陣過一次，而且入場時英格蘭早已領先丹麥3-0。
科拿在2002-03球季季前受到臀部的舊患困擾，直到12月才得以康復。此時的科拿正與身體奮鬥，同時見到隊友因財政危機而被賣出，科拿的狀態與市場價值不斷下降。雖然如此，科拿在31場代表列斯聯的比賽中共入了15球，即平均每兩場入一球。

### 曼城
最後，經過較長的談判後，科拿於2003年1月16日從列斯聯轉投曼城。科拿最初並不願意轉會，而曼城領隊凯文·基冈與主席大衛·伯恩斯坦有關轉會應否考慮體能的爭拗更導致後者辭職。在凯文·基冈的鼓勵下，科拿最終以300萬鎊轉會費加盟曼城，如獲重用則須補多300萬鎊予列斯聯。如此特別的轉會條款意味著列斯聯仍要支付科拿一定比例的薪金。科拿於2月1日對西布朗的比賽中首次正選代表曼城上陣，但初時的狀態仍然低沈、在球季餘下時間只攻入了2球。
在2003-04球季初科拿繼續和身體狀態作戰，只能9次完成整場90分鐘的比賽。科拿的好友麥馬拿文從皇家馬德里轉投為他帶來希望，但這對組合無法再次發揮出他們年輕時的攻擊力，同時因為他們的高薪以及盛傳行為不檢而被球迷以及小報批評。
在2004年，科拿因狀態以及體能大不如前一度考慮掛靴，但被凯文·基冈和皮雅斯說服留下來。在2004-05球季的下半季，科拿有了明顯的改善。於2005年2月28日科拿在曼城3-2擊敗諾域治的比賽中攻入個人的第150個聯賽入球；但在該季最後一場對米杜士堡比賽中未能把握一個於90分鐘的十二碼而令曼城未能晉身下季欧洲联盟杯。在這季科拿成為了球隊的首席射手，得到了球迷的原諒並在球迷全季最佳球員選舉中排名第三，而科拿自己亦指這是他事業其中一個最自豪的成就。
在2005-06球季，季初科拿再次受到傷患困擾，而在狀態良好時亦甚少出場－在球季頭四個月內只有兩次後備上陣。科拿在2006年1月7日足總盃對斯肯索普的比賽中才第一次正選出場，隨即便上演帽子戲法。科拿在一星期後對同市宿敵曼聯的比賽以後備上陣，並攻入了曼城該仗的第三球並以3-1擊敗曼聯。入球後，科拿跑到曼聯球迷面前舉起五隻手指，諷刺曼聯只贏得2次歐冠而利物浦已經贏了5次。在隨後數星期內，這個慶祝手勢被附加了額外意義。
但是，在科拿免費轉會至利物浦前，科拿只代表曼城出場多一次而已。

### 重返利物浦
2006年1月27日，科拿從曼城重返利物浦，簽約到該季結束為止。科拿在利物浦球迷的地位仍然崇高，因而球迷得悉後熱烈歡迎這位昔日射手。即使離開了球會，但科拿仍是利物浦支持者；2005年5月25日當晚就身處在伊斯坦堡人群之中，見證著利物浦贏得歐冠盃。因為施斯穿著9號球衣，科拿未能取回他繼承自魯殊的號碼而只能穿上11號球衣。而球迷亦為此製作了一個紀念橫額，上面寫著「Fowler, God, 11, welcome back to heaven」（科拿，上帝，十一號，歡迎重返天堂）。當施斯於2006-07球季被外借時，科拿重新穿回9號球衣。
科拿於2006年2月2日四年來首次代表利物浦出場迎戰伯明翰，該場比賽被傳媒形容為神話般的賽事，並且受到球迷的熱情款待。科拿在63分鐘以後備身份入替，隨即射入一球但被判越位在先。重返利物浦後，科拿一共有三個入球被判越位。直到於2006年3月15日，科拿終於在主場對富咸的比賽中先開紀錄，而科拿13年前出道時的第一個入球的對手亦是富咸。
科拿在對西布朗的第二個利物浦入球，使科拿的球會總入球數字超過了杜格利殊；在科拿31歲生日時，科拿就在對保頓的賽事中入球慶祝。科拿於2006年4月16日在第5次代表利物浦上陣時就取得了第4個入球，協助球隊以1-0擊敗布力般。
在2006年3月，賓尼迪斯就表示他相當高興科拿所作出的努力，並指出「要買狀態甚佳而且會入球的科拿花費甚鉅，隨時超過1,000萬鎊。」儘管科拿的狀態體能是最大的考慮，科拿最終比其他前鋒更加穩定的入球率完成了整個球季。同年5月，球會把科拿的合約延長多一年，科拿以在聯賽最後一場比賽的入球慶祝。該場比賽科拿為球隊先開紀錄，利物浦最終以 3-1 擊敗樸茨茅夫。該場比賽亦是科拿該季的最後一場賽事，科拿因為曾代表曼城上陣足總盃比賽而無緣球會其後的2006年足總盃決賽。

### 利物浦的最後一季

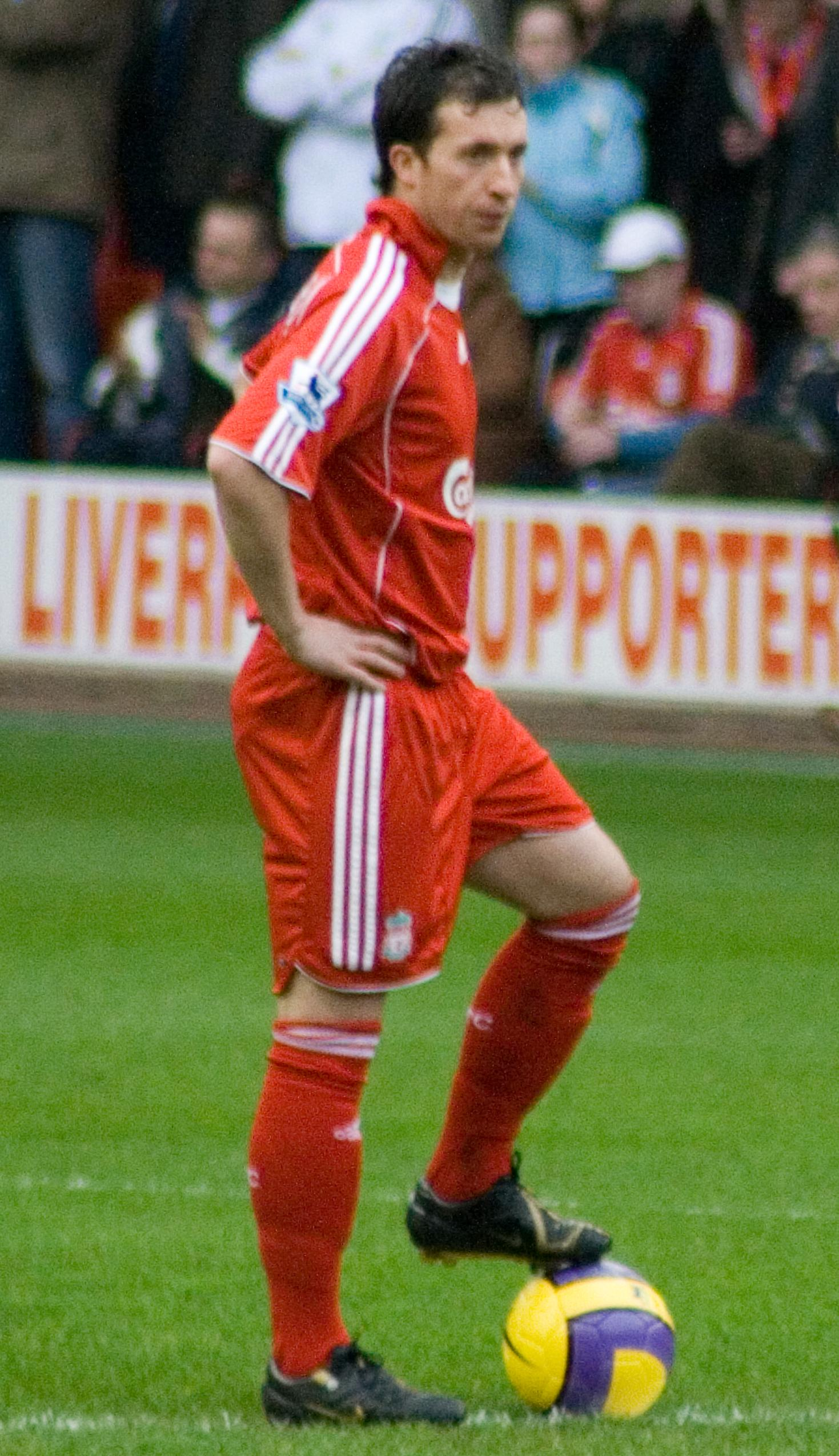
科拿

2006年10月25日，科拿於回歸以來首個聯賽盃對雷丁的比賽中被委派為隊長，在完半場前取得一個入球並帶領球隊以 4-3 勝出。
2006年12月5日歐聯分組賽對加拉塔沙雷中，科拿射入了他首個歐冠盃的入球（科拿曾於2001年歐聯外圍賽對赫卡的比賽中取得入球）。儘管利物浦最終以3-2落敗，但科拿其後取得了第二個入球。在2007年2月24日對錫菲聯的聯賽之中，科拿兩度以十二碼為利物浦得分，加上希比亞與謝拉特的入球利物浦最終以4-0堧勝。這兩球入球亦是科拿在回歸後首次在高普台前入球。
2007年5月1日，科拿在歐聯對車路士的準決賽中於加時下半場入替；科拿給古治製造了一個機會只可惜被施治沒收。利物浦最後憑互射十二碼擊敗車路士晉身決賽，科拿原定為第五輪的射手但比賽在第四輪古治的入球後已經結束。
隨著球季步入尾聲以及科拿的合約將於2007年5月完結，有關科拿轉會的傳言甚囂塵上。對科拿有興趣的球會包括美國新英倫革命
 以及澳洲悉尼。
2007年5月11日，賓尼迪斯確定了科拿會於球季結束後離開。
2007年5月13日聯賽對查爾頓的最後一場比賽之中，科拿最後一次被任命為隊長，這場比賽最後變成了科拿於利物浦的最後一戰。科拿在88分鐘被換離場以接受球迷的掌聲。但是，在科拿離場後1分鐘利物浦隨時獲得一個十二碼並由基維爾主射扳平成2-2；如果科拿沒有離場的話，這球十二碼將會由他主射。不過，利物浦球迷在比賽完結之後仍然高呼科拿的名字、以示對科拿多年來的效力之敬意。
科拿在利物浦的第二段事業以歐聯亞軍獎牌完結，但科拿並沒有入選歐聯決賽陣容之中。在重返球會之後，科拿一共上陣32次、取得12個入球；而科拿前後總共為利物浦上陣362次射入183球。

### 卡迪夫城
2007年7月21日科拿加盟卡迪夫城，簽約一年及優先續約一年。由於缺態而缺席季初的比賽，於8月28日才在對奧連特的聯賽盃作處子登場。科拿於9月22日對普雷斯頓時梅開二度，取得加盟的首兩個入球，兩球同為頭球建功，下一場比賽為聯賽盃第三圈對西布朗，科拿再顯雄風射入兩球，協助球隊以4-2取勝。第四圈抽籤獲分配對科拿前屬球隊利物浦，於10月31日作客晏菲路以1-2敗陣而回。
11月科拿到德國慕尼黑接受運動創傷專家Dr. Hans-Wilhelm Müller-Wohlfarth的治療，希望根治一直困擾他的臀部舊患，療程包括注射約28針到科拿的臀部。科拿於11月底恢復正常操練，並在12月15日在對布里斯托城1-2的敗仗中後補復出。但數日後在操練時被球隊隊長达伦·普尔斯（Darren Purse）誤傷，足踝韌帶受創。為此科拿與卡迪夫城同意到美國科羅拉多州接受微創手術治療臀部傷患。但發覺傷患比預計更嚴重，可能不能在本賽季再次上陣。手術後科拿需要用撐拐協助兩個月，復出期未定。

### 布力般流浪
2008年夏季由英冠球隊卡迪夫城轉投英超，僅簽約3個月，以「上陣支薪」（pay-as-you-play）形式合作。其合約在12月12日屆滿，接替出任布力般流浪領隊的無意與科拿續約，最終被棄用，期間只曾在聯賽1次正選及2次後備上陣。

### 北昆士蘭狂怒
2009年2月4日科拿加盟澳大利亚足球甲级联赛新軍北昆士蘭狂怒（North Queensland Fury），簽約兩年，成為新球隊首位不計入薪金限額的「傑出球員」（marquee player）。

### 孟通
科拿於2011年加盟泰國足球超級聯賽球隊蒙通聯。

## 足球以外
在球場以外，福勒與他的挚友也是在利物浦共事過的麦克马纳曼合作投資了一所培育競賽馬匹的公司「The Macca and Growler Partnership」，這讓科拿被英國馬術協會的官方網站列為其中一个主要的賽馬業者。
2005年，科拿入選了星期日邮报富豪榜中的一千位最富有的英國人。科拿在商業方面尤其是在房地產的投資，使科拿成為了英國第三最富有的球員
。在曼城球迷之中，甚至有歌曲唱著「我們全都住在科拿擁有的房子」
2005年9月2日，科拿出版了個人自傳《科拿：我的自傳》。書中講述了科拿足球生涯的心路歷程和他的私生活，並引用了科拿在報紙上一些對英格蘭管理層的批評。在科拿重返利物浦後，科拿的自傳出了第二版，加入了科拿重返晏菲路球場的部分。
科拿於2001年6月9日在蘇格蘭邊區城市登斯結婚。
在天空電視台的一個足球節目 Soccer AM 中，每當科拿被提及時，主持人 Tim Lovejoy 和 Helen Chamberlain 都會舉高雙手並且播放聖詩「哈利路亞」。除了因為利物浦球迷稱呼科拿為神之外，更因為科拿是第一位球員完成了 Soccer AM 帽子戲法以及三次出席了該節目，而科拿以及其他球星都是因獲贈了一個由全體幕前幕後職員簽名的足球而出席。

## 榮譽

### 利物浦
- 冠軍
  - 英格兰联赛杯：1994-95年、2000-01年；（同時贏得本場最佳球員獎）
  - 英格兰足总杯：2000-01年；
  - ：2000-01年；
  - 歐洲超級盃：2001年；

- 亞軍
  - 英格兰足总杯：1995-96年；
  - 歐洲聯賽冠軍盃：2006-07年；

### 英格蘭
- 歐洲十八歲以下國家盃：1993年；

### 個人獎項
- PFA最佳年青球員：1995年、1996年；
- 英超每月最佳球員：1995–96賽季英格蘭超級聯賽-1996年1月[41]
- PFA年度最佳青年球員：1995、1996
- 欧洲足联公平竞赛奖：1997
- 艾伦·哈达克奖（英语：Alan Hardaker Trophy）：2001年英格兰联赛杯决赛（英语：2001 Football League Cup Final）
- 北風暴足球會年度運動員：2010
- 北風暴足球會金靴：2010
- 珀斯光荣足球俱乐部金靴：2011

## 外部連結
- 足球数据库：罗比·福勒的球员统计数据
- 卡迪夫城官網：罗比·福勒簡介
- Goal.com：罗比·福勒簡介 （页面存档备份，存于）
- 利物浦官網：罗比·福勒簡介 （页面存档备份，存于）